# Charles Malapert
Charles Malapert (1581-1630) fue un jesuita belga, escritor y astrónomo. Defensor de la cosmología aristotélica, en su época fue considerado uno de los principales intelectuales de la Iglesia católica. Utilizó observaciones de cometas y estrellas del hemisferio sur para atacar las hipótesis de Copérnico y de Galileo.
También es conocido por sus observaciones de las manchas solares y de la superficie lunar.

## Semblanza
Malapert nació en la ciudad belga de Mons. Colaboró estrechamente con el también jesuita Alexius Sylvius Polonus en la Universidad Jesuita de Kalisz y en la Universidad de Douai.
En 1630, fue reclamado desde España para ocupar una cátedra de nueva creación en los Reales Estudios de San Isidro de Madrid, institución dirigida por los jesuitas. Sin embargo, enfermó durante el viaje y murió en Vitoria poco después de su llegada a España. Sylvius ocuparía el puesto destinado a Malapert.
Aparte de ser astrónomo y matemático, Malapert también escribió poemas latinos y obras de teatro que se convirtieron en modestos éxitos populares durante el siglo XVII.

## Eponimia
- El cráter lunar Malapert lleva este nombre en su memoria.[2]